# Burghaslach

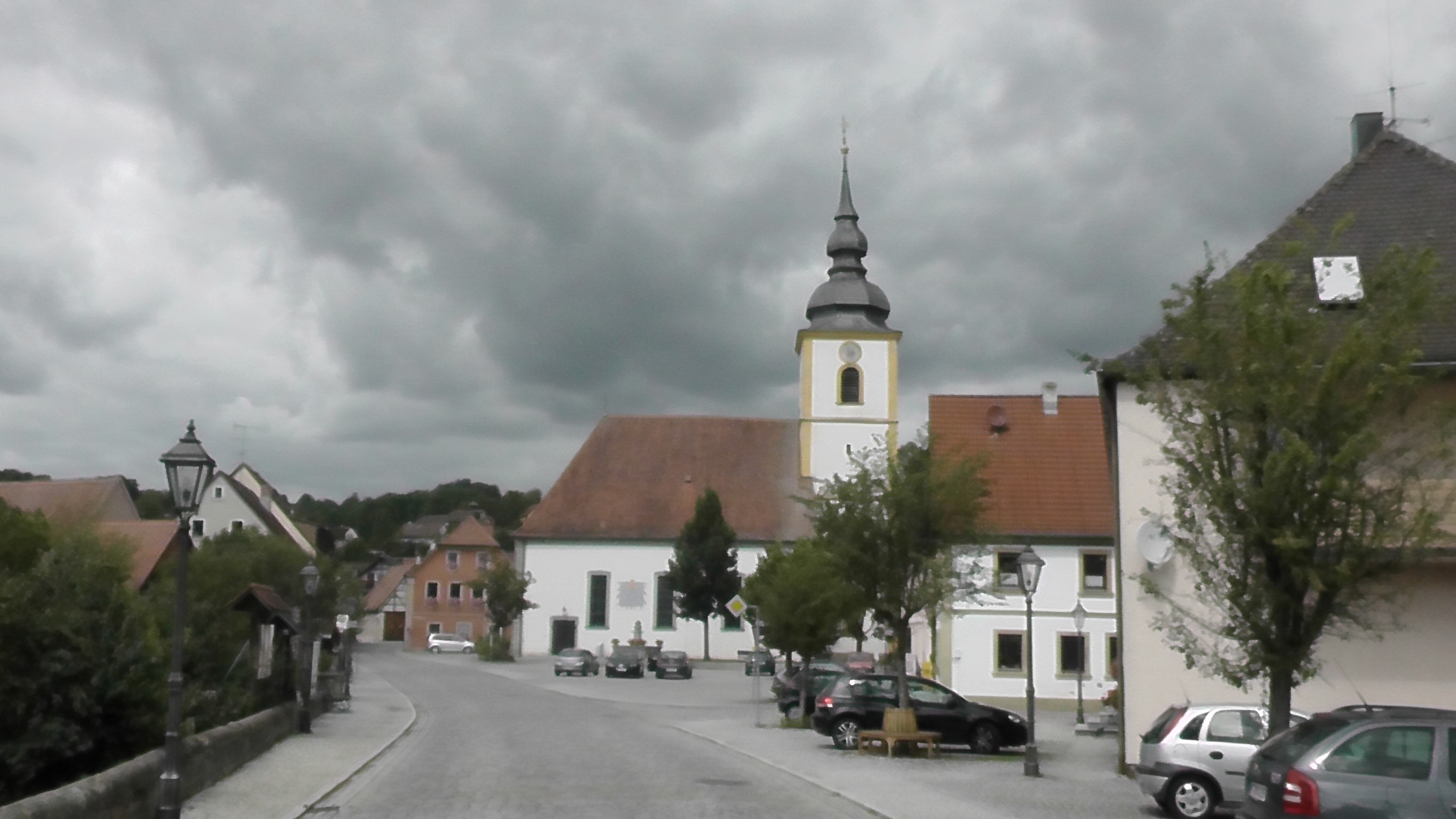
Burghaslach

Burghaslach este o comună-târg din districtul Neustadt an der Aisch-Bad Windsheim, regiunea administrativă Franconia Mijlocie, landul Bavaria, Germania. Se află la o altitudine de 296 m deasupra nivelului mării. Are o suprafață de 43,97 km². Populația este de 2.724 locuitori, determinată în 31 decembrie 2023, prin actualizare statistică[*].